# Hampton (Worcestershire)
Hampton – wieś w Anglii, w hrabstwie Worcestershire, w dystrykcie Wychavon. Leży 21 km na południowy wschód od miasta Worcester i 142 km na północny zachód od Londynu.